# 矢作神社 (八尾市)
矢作神社（やはぎじんじゃ）は、大阪府八尾市南本町にある神社。式内社で、旧社格は郷社。
「別宮八幡」とも称するほか、「矢作」は「やつくり」とも読む。

## 概要
当地は、元は物部氏の傍系一族である矢作連の屋敷跡であったとされ、神社は矢作連の氏神である。
11世紀に石清水八幡宮の掃部別宮（八尾掃部別宮）となり、江戸時代には石清水八幡宮の掃部奉仕をしている。別宮八幡といわれる所以である。 
境内には大きなクスノキが数本茂っている。また、社前の大きな銀杏の木は幹に乳房状の突起が多数あり、この樹皮を煎じて飲むと母乳がよく出るとの言い伝えがある。
当社には境内から出土したとされる「三角縁神獣鏡」が伝わっており、八尾市指定有形文化財となっている。

## 祭神
主祭神
- 経津主命

配神
- 住吉三神
- 品陀別気命
- 八重事代主命

## 境内

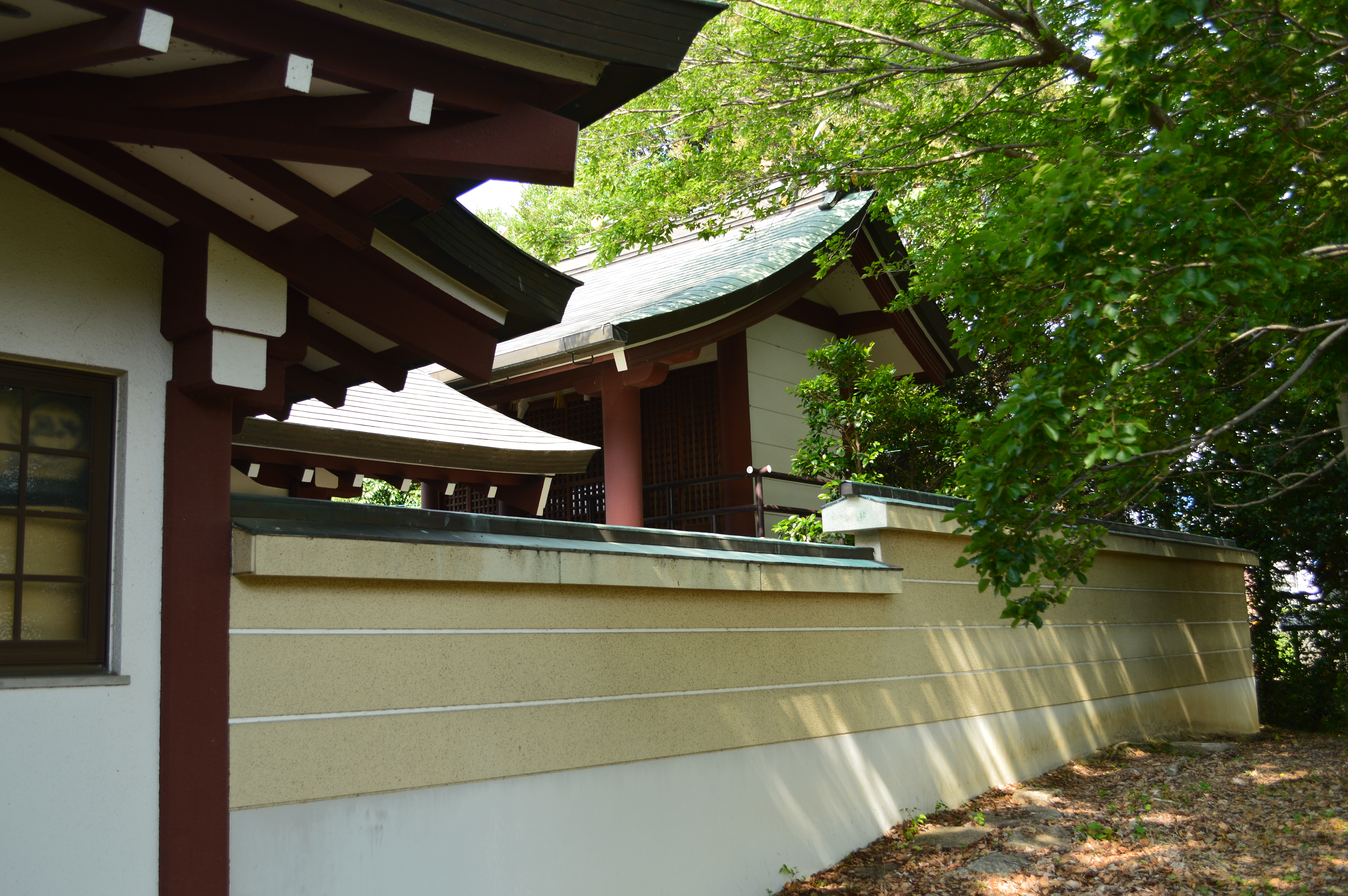
本殿
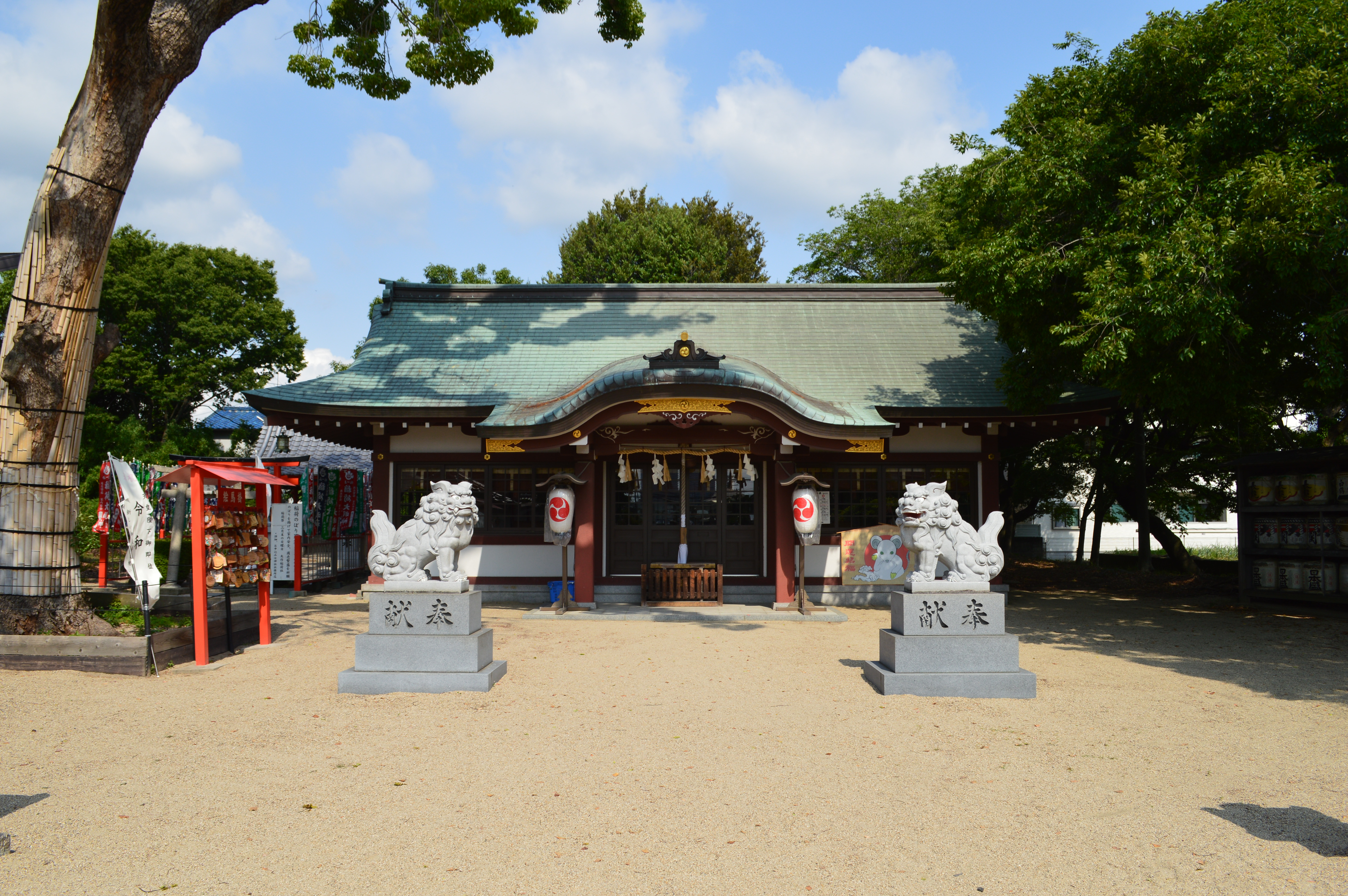
拝殿
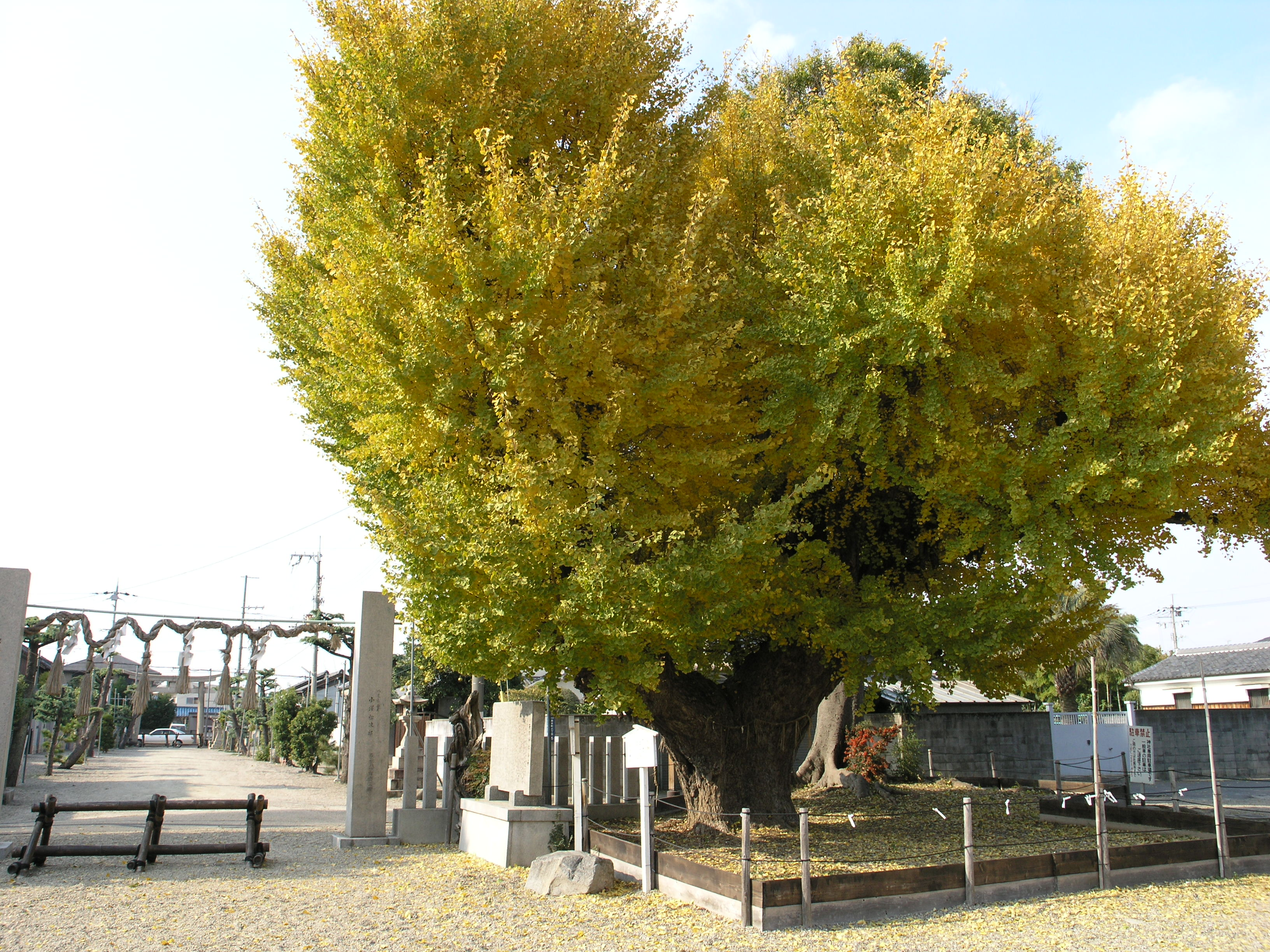
大銀杏（2017年に枝折れ）
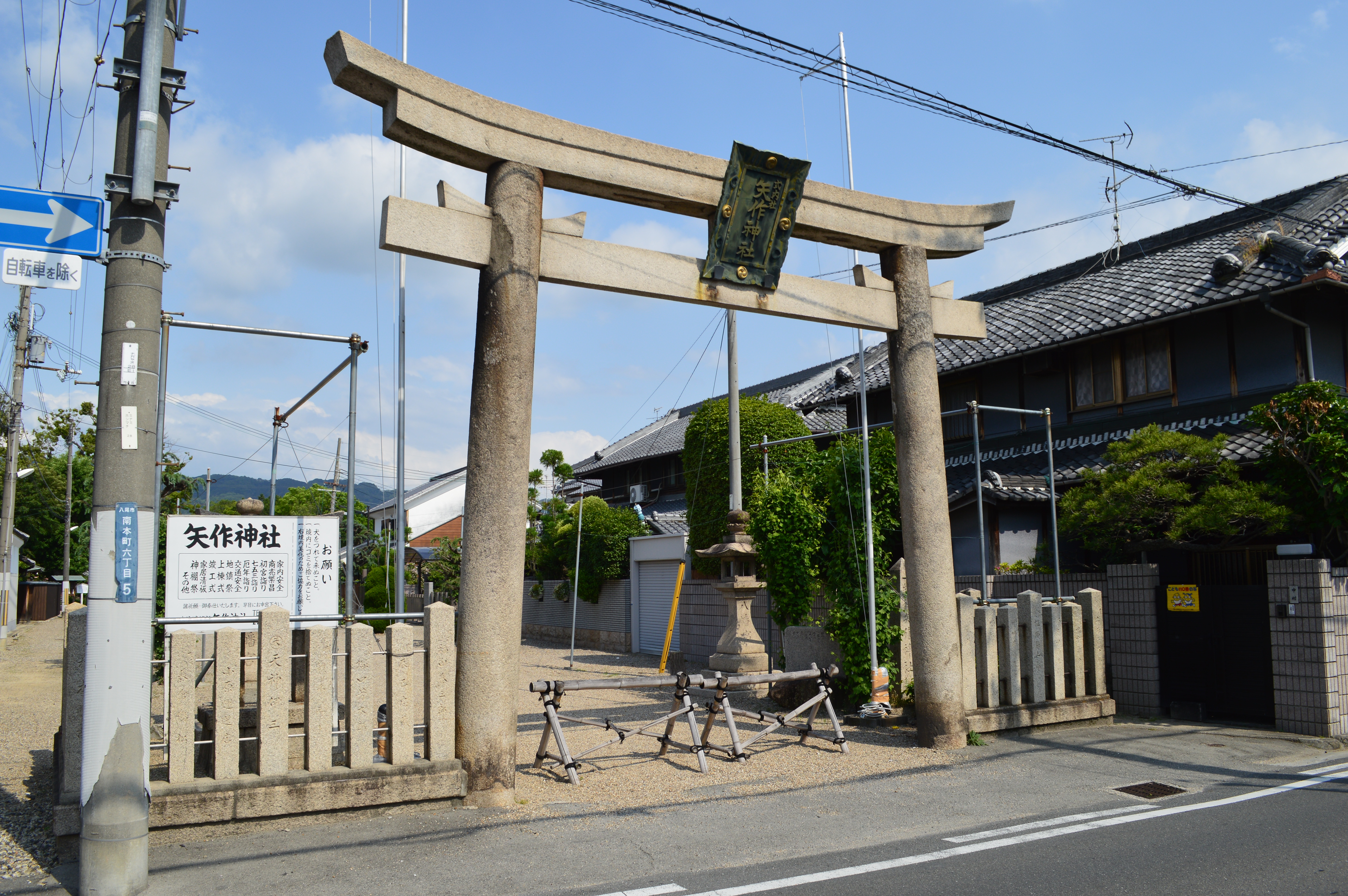
鳥居

## 摂末社
- 琴平神社 - 大物主命
- 白山神社 - 菊理姫命、豊玉姫命
- 八坂神社 - 素戔嗚尊
- 稲荷神社 - 稲荷大神

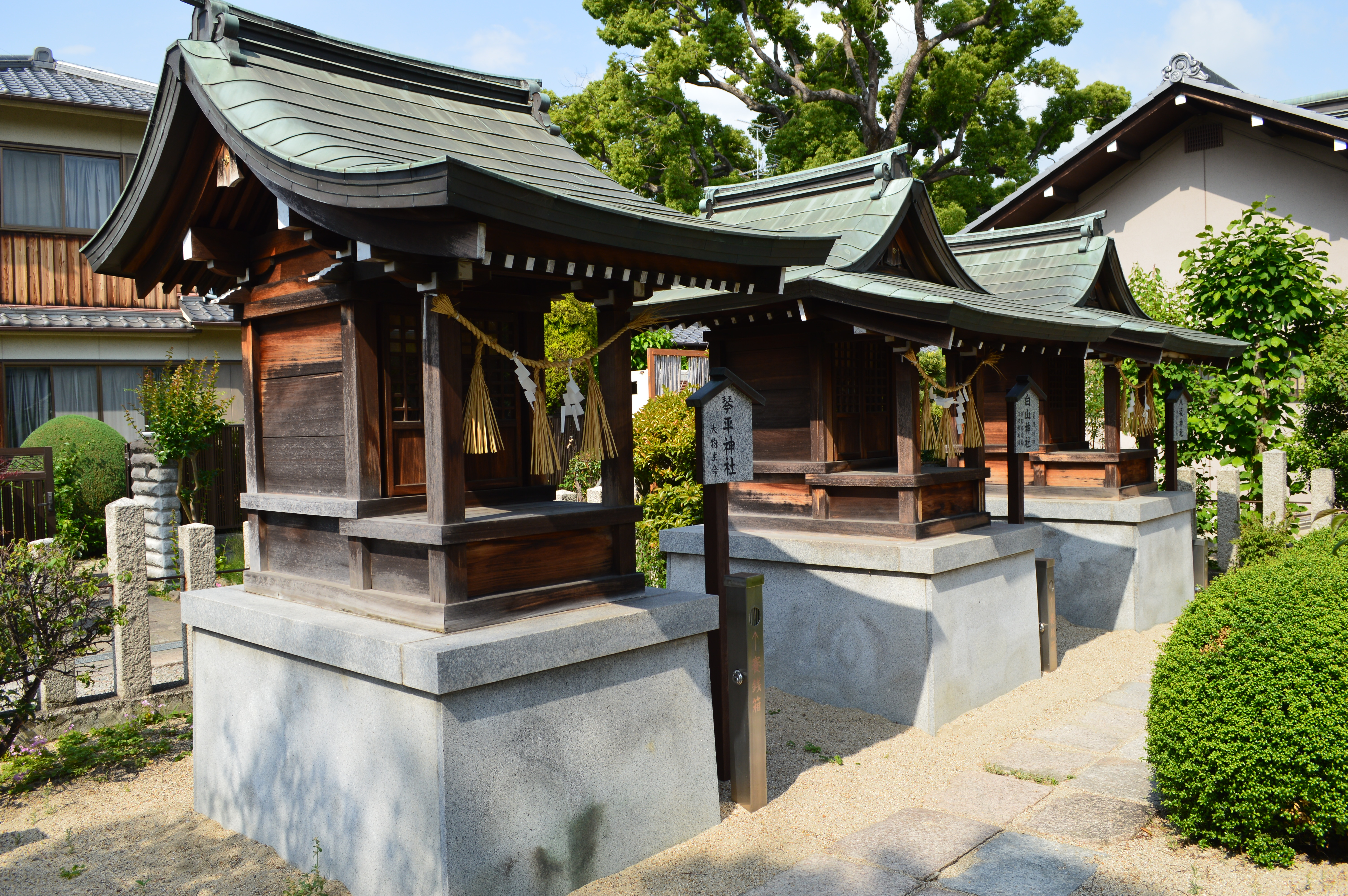
琴平神社・白山神社・八坂神社
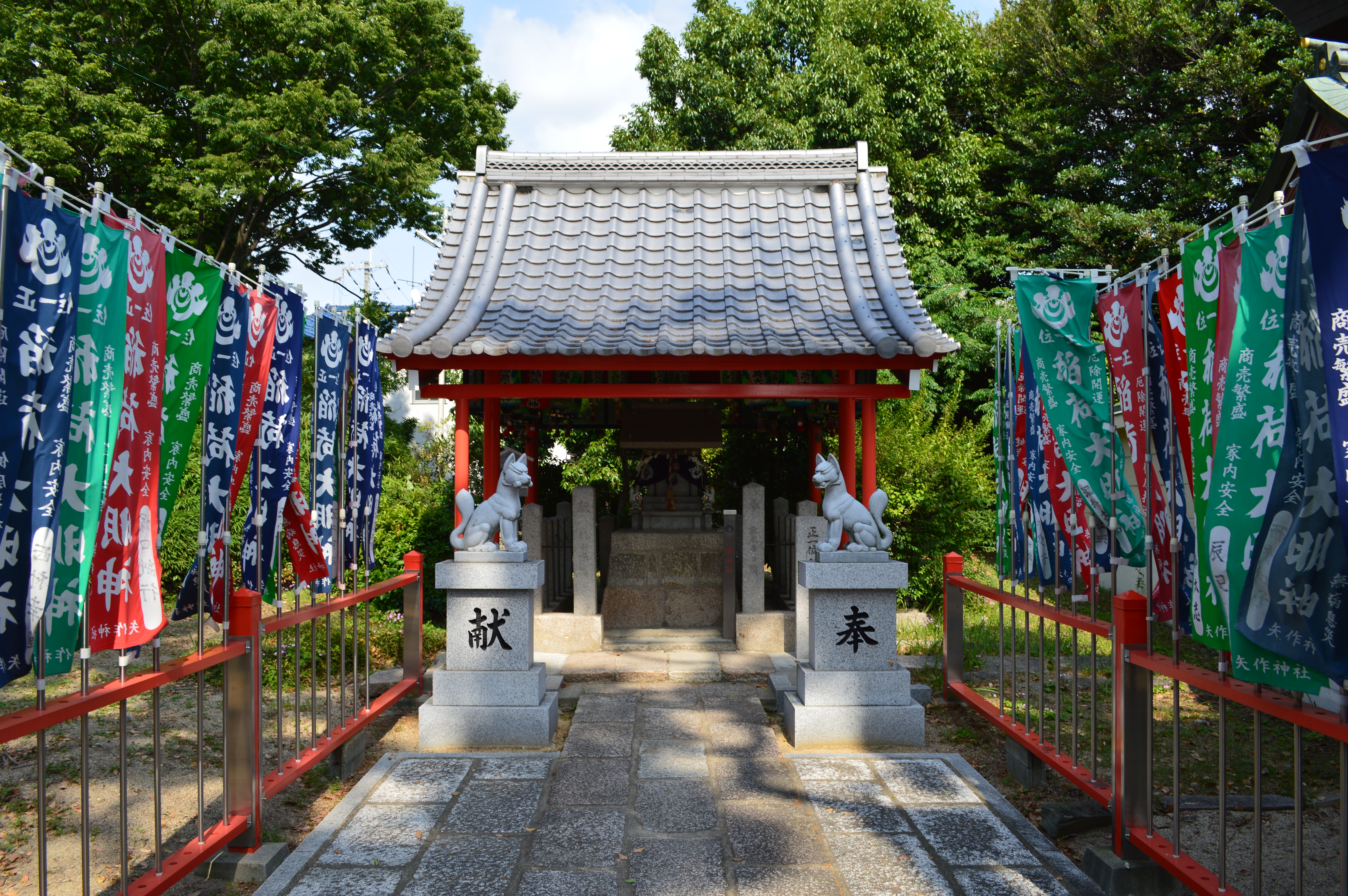
稲荷神社

## 祭事
- 夏祭り - 7月30日、31日
- 秋祭り - 10月20日、21日

## 文化財

### 八尾市指定文化財
- 有形文化財
  - 三角縁神獣鏡 - 所有者は個人。大阪市立美術館保管。1993年（平成5年）3月31日指定[1]。